# 이근식 (1959년)
이근식(李根植, 1959년 6월 23일 ~ )은 고교야구시절 안타제조기라는 별명을 얻으며, 충암고가 사상최초로 전국대회 우승(1977년 봉황대기)하는데 결정적인 주역이었다. 졸업후 한양대를 거쳐 전 KBO 리그 OB 베어스의 선수로서 외야수로 활동하였고 1986년을 끝으로 은퇴한 뒤  한동안 현장을 떠났다가 김성근 감독이 1988년 9월 10일 3년 계약 형식으로 태평양 감독에 부임하자  타격 보조코치를 맡았는데 김성근 감독은 소위 "임호균 각서파동" 때문에 계약기간 1년을 남겨두고 사퇴했다.
결국 김성근 감독 후임으로는 박영길 MBC 해설위원이 1990년 11월 3일 4년 임기 형식으로 부임했는데  기존 코치진 유임을 밝혔으나 이들은 전임 김성근 감독이 길러놓은 사람들이라 원만한 팀운영이 의문시된다는 지적이 있었으며 김진영 감독이 1989년 11월 9일부터 2년 계약 형식을 통해 롯데 감독을 맡으면서 같은 달 30일부터 1년 계약으로 롯데 투수코치를 맡았지만 김진영 감독이 1990년 초반 한때 상위권을 질주했음에도 팀 순위 다툼이 치열해지자 당초 구상과는 달리 중반 이후 서서히 등판시키겠다던 박동희를 선발-마무리 할 것 없이 마구잡이로 투입시켰고 이 때문에 정작 승부처인 후반기 이후부터 힘을 쓰지 못하여 시즌 도중 해임된 데다 같은 해 말 강병철 감독이 재부임하면서 소위 '김진영 라인' 지우기에 따라 퇴출된 장명부 투수코치 영입도 구단 측의 반대로 무산됐으며 김진영은 1990년 이후 프로야구계에 돌아오지 못했고 박영길 감독이 태평양 감독으로 부임하면서 기존 코치들 중 박용진 코치만 퇴진시킨 대신 신용균 수석코치 등 기존 인물에 이선덕 전 OB 2군감독, 이홍범 OB 코치, 성기영 전 롯데 감독을 새롭게 보강했다.
게다가, 박영길 감독은 본인(이근식)이 그랬던 것처럼 '김성근 사단'의 일원인 신용균 코치와 불화를 빚어 전체 코칭스태프가 동요했다.
결국  박영길 감독은 계약기간을 3년 남기고 물러났으며 박 감독의 후임으로 정동진 감독이 부임하는 과정에서 '김성근 사단'의 또다른 잔류멤버인 신용균 최주억 이종도 박상열 김대진 코치와 함께 팀을 떠나야 했다.

## 비고
1982년 당시에 공주고 출신의 이근식 선수와 구분을 하기 위해 작은 이근식으로 불렸다.

## 출신 학교
- 대건중학교 졸업
- 대건고등학교 입학
- 충암고등학교 졸업
- 한양대학교

## 같이 보기
- 이근식